# Симпсон-Пьюзи, Джамай
Джамай Симпсон-Пьюзи (англ. Jahmai Simpson-Pusey; родился 4 ноября 2005 года, Манчестер или Хаддерсфилд, Англия) — английский футболист, защитник клуба «Манчестер Сити».

## Карьера
Родился в Манчестере (по другим данным, в Хаддерсфилде) и с восьми лет по рекомендации мамы выступал за молодёжные команды «Манчестер Сити»; помимо академии «горожан» Джамай выбирал между «Эвертоном» и «Юнайтедом».
В июле 2023 года Симпсон-Пьюзи подписал свой первый профессиональный контракт. Свой дебютный матч за основную команду «Манчестер Сити» провёл 30 октября 2024 года в матче Кубка Английской лиги против «Тоттенхэм Хотспур», выйдя на замену вместо Натана Аке. 5 ноября, через день после своего дня рождения, Симпсон-Пьюзи попал в стартовый состав на матч четвёртого тура Лиги чемпионов УЕФА против лиссабонского «Спортинга»; на поле он провёл все 90 минут матча.
За сборную Англии до 18 лет провёл три матча.